# 中京大学本源氏物語
中京大学本源氏物語（ちゅうきょうだいがくほんげんじものがたり）とは、中京大学に所蔵されているために「中京大学本」と呼ばれる源氏物語の写本のこと。別本の本文を持つ5冊本源氏物語と河内本の本文を持つ「大島河内本源氏物語」とがある。

## 5冊本源氏物語
若菜上下、橋姫、総角、早蕨の5帖のみが現存し、別本の本文を持つ写本である。単に「中京大学本（源氏物語）」というときにはこちらの写本を指すことが多い。この写本の本文は現在、天理大学天理図書館所蔵の「麦生本源氏物語」及び「阿里莫本源氏物語」に近く、青表紙本が主流となった室町時代末期から江戸時代以後に書写されたにもかかわらず、別本の本文を備えるという特異な写本のグループに属している。中でもこの内の一つ、「麦生本源氏物語」と照らすと、中京大学本五冊のうち四冊は前者の一部を写した人物の筆跡と同一と見られるなどの点から、直接の書写か、または相前後して同一の本から書写された写本であると考えられている。

### 翻刻
本写本単独での翻刻本は存在しないが、下記のように『中京大学図書館学紀要』に翻刻文が掲載されており、また『源氏物語別本集成』には校異が収録され、その本文を確認することができる。
- 『若菜』上[5]
- 『橋姫』[6]
- 『早蕨』[6]
- 『総角』[7]

## 河内本源氏物語
かつて三井合名会社理事の大島雅太郎の旧蔵であった源氏物語の写本で、大島本の名称で知られ、『校異源氏物語』及び『源氏物語大成』に校異を収録し、河内本54冊の本文を備える。この河内本の本文を持つ写本には、以下の呼称があり、これらも単に「中京大学本（源氏物語）」と呼ばれることがある。
- 「大島河内本源氏物語」
- 「中京大学河内本源氏物語」